# Le Dernier Play-Boy
Pour plus de détails, voir Fiche technique et Distribution.
Le Dernier Play-Boy (Manhattan gigolò) est un film dramatique et érotique italien réalisé par Amasi Damiani et sorti en 1986.

## Synopsis
Invité par son ami Rodolfo, Gianni a l'intention de rester chez lui à New York quelques jours avant de se rendre à Las Vegas. Rodolfo, un acteur qui se voit déjà en haut de l'affiche, survit en réalité comme mannequin et gigolo occasionnel. Gianni se laisse entraîner dans le réseau malsain dans lequel vit son ami, et finit par se perdre dans des histoires sordides de drogue et de sexe. Une fille nommée Leslie leur tient compagnie. Pendant le tournage d'un film pornographique tourné pour de l'argent (dans lequel Gianni travaille également), Leslie est violée dans une ruelle par de jeunes Portugais. La réalité et la fiction finissent par se chevaucher : finalement conscient qu'il s'est retrouvé dans une sale affaire, Gianni, qui est tombé amoureux de Leslie, décide d'en sortir, mais il est trop tard. Témoin gênant pour les gangsters qu'il rencontre, le destin de Gianni est désormais scellé. 

## Fiche technique
- Titre original italien : Manhattan gigolò ou Oltre le nuvole[1]
- Titre français : Le Dernier Play-Boy[2]
- Réalisateur : Amasi Damiani (sous le nom de « Aaron Humberstone »)
- Scénario : Aris Iliopulos, Alberto Damiani, Wilma Sabione, G. Billi, Steve Porter, Paul Walker
- Photographie : Felice De Maria, Umberto Galeassi
- Montage : Francesco Malvestito
- Musique : Andrea Guerra (it)
- Maquillage : Gloria Granati
- Production : Luciano Di Carlo
- Sociétés de production : Dobermann Film
- Société de distribution : Dobermann Film (Italie)
- Pays de production :  Italie
- Langue originale : italien
- Format : Couleurs - Son mono - 35 mm
- Durée : 85 minutes
- Genre : Drame érotique
- Dates de sortie :
  - Italie : 3 mai 1986

## Distribution
- Gianni Dei : Gianni
- Andrea Rebecca Thompson : Leslie
- Aris Iliopulos : Rodolfo
- Laura Angeli :
- Angelo Boscariol :
- Giacinta Bostone :
- Elga Botta :
- Maria Bronzoni :
- Eolo Capritti :
- Cunegonda Ceretta :
- Pietro Impellizzeri :
- Maddalena Lisciandrelli :
- Giorgia Longo :